# Zophodiodes leucocostella
Zophodiodes leucocostella är en fjärilsart som beskrevs av Émile Louis Ragonot 1887. Zophodiodes leucocostella ingår i släktet Zophodiodes och familjen mott. Inga underarter finns listade i Catalogue of Life.